# Messaliani
I Messaliani o Massaliani o Euchiti furono gli aderenti di una confessione cristiana diffusa in Mesopotamia, Siria e costa meridionale dell'Anatolia, apparsa dopo Costantino I e scomparsa nel V secolo. Condannati come eretici dal concilio di Efeso del 431, secondo alcuni autori influenzarono i Bogomili in Tracia nel X secolo. Essi credevano che, a causa del peccato originale, ogni uomo venisse al mondo legato a un demone, il quale non sarebbe potuto esser scacciato grazie ai sacramenti, ma solo con una costante e continua preghiera.

## Storia

### I nomi
Tra loro si chiamavano Pneumatici, 'gli spirituali', secondo l'uso gnostico.
I vescovi li chiamano con numerosi nomi non sempre ben identificabili: Massaliano o Messaliano (da metzalìn che in aramaico significa "oranti") o, dal greco euchomai (pregare), sono chiamati Euchites o anche Entusiasti (da greco en-theous, pieno di Dio) o Corentes per lo spirito diabolico che li agita.
Sono chiamati anche Adelfiani, Marcianiti o Lampertiani dai loro leader Adelfo, Marco e Lamperto

### Gli eventi prima di Efeso
Epifanio di Salamina suppone siano sorti ai tempi di Costanzo, Teodoreto in quelli di Valentiniano. Efrem il Siro (306-373c) li segnala in Siria tra 363 e il 373.
Nel 376 Flaviano, vescovo di Antiochia, condanna i Messaliani, e li perseguita tra il 381 e il 404 in Palestina e Panfilia con torture e roghi, Anfiloco, vescovo di Iconio, ottiene la condanna dei Messaliani nel Sinodo di Side nel 388, assieme a 25 vescovi.
Flaviano, avvertito da Anfiloco, con un gruppo di monaci cattura Adelfo ormai molto vecchio, e lo porta ad Edessa per interrogarlo convoca quindi un sinodo con i vescovi Bizus di Seleucia, Maruthas, vescovo di Sufareni in Mesopotamia e Samus che ritengono insincero il pentimento di Adelfo, un laico dalla Mesopotamia, e lo puniscono e scomunicano assieme a Sabas un anacoreta eunuco e un altro Sabas, Eustachio di Edessa, Dadoes, Hermes e Simeon.
Flaviano comunica la sentenza in Osroene (Edessa) e a Litoio, vescovo Armeno di Melitene, il quale brucia il loro “monasteri”. Un altro vescovo armeno viene da lui accusato di favorire i Messaliani.
Attico, patriarca di Costantinopoli (406-425), chiede ai vescovi di Panfilia di espellere i Messaliani. Sisinio patriarca di Costantinopoli (426-427), nominato dal Concilio di Costantinopoli del 426, scrive, assieme a Teodoto di Antiochia dal concilio ai vescovi di Panfilia specificando le pene per eretici e gli ecclesiastici tolleranti. Giovanni di Antiochia avverte Nestorio, anche i nestoriani in Siria perseguitano i Massaliani. Nel 428 la lettera sinodale viene confermata con decreto imperiale.

### Gli eventi tra Efeso e Calcedonia
La condanna viene confermata nel 431 al I Concilio di Efeso dai Vescovi Anfiloco di Iconio e Valeriano di Perge e dai vescovi di Panfilia e Licaonia; il testo conciliare accenna anche ad una condanna da parte di Cirillo, vescovo di Alessandria.
Epifanio, vescovo di Constancia (Salamina) indica come loro massima autorità (i massiliani rifiutano le gerarchie) Adelfo, un laico autore del testo “Asceticus”.  L'Asceticus, testo ritenuto smarrito, viene presentato al Concilio di Efeso - potrebbe trattarsi delle Omelie di Macario. Anatemi contro i Messaliani vengono scritti Archelao, vescovo di Cesara in Cappadocia e da Eraclide, vescovo di Nissa.
Nel 449, al Secondo concilio di Efeso (noto anche come Brigantaggio di Efeso, guidato da Dioscuro vescovo di Alessandria su posizioni Monofisite) l'Imperatore Teodosio II accetta le conclusioni del Concilio di Efeso ma il suo successore Marciano convoca il Concilio di Calcedonia nel 451 con il quale si completa la separazione della Chiesa d'Egitto (Chiesa copta) e poco dopo anche della Chiesa armena; lo stesso anno Nestorio viene ucciso in esilio (dal 435) nell'oasi di El Kharga, presso Tebe, in Egitto. La Chiesa nestoriana si separa e sopravvive anche oggi come Chiesa assira d'Oriente e Antica Chiesa d'Oriente.

### Gli eventi dopo Calcedonia
Nel 458 il successore di Zeno come guida dei Messaliani è Lamperto, autore del libro “Testamento” andato perduto. Lamperto. era stato fatto prete da Alipio, vescovo di Cesarea (Cappadocia). Viene accusato di eresia da Geronzio, superiore dei monaci di Glitis. Indagato da Ormida, vescovo di Comana, viene condannato anche da Alipio.
Alfio vescovo di Rhinocolura (o Rhinocorura) diocesi suffraganea di quella di Pelusion, oggi Tell el-Farama in Egitto e vicino a Gaza difende Lamperto e viene destituito come pure un altro Alfio, fatto presbitero da Timoteo, Vescovo di Alessandria.

### Influenza sui Bogomili
Alcuni studiosi sostengono un'influenza dei Messaliani sui Bogomili. L'ipotesi è antica e si basa sulle seguenti informazioni:
1. Fozio testimonia la resurrezione dei Massaliani in Cappadocia
2. Massimo Vescovo di Crysopolis (Scutari) (morto nel 662) dice che l'eresia esiste ancora nel VII secolo
3. Ermenopulo osserva che Eleuterio di Paflagogia (morto nel 950) ha aggiunto nuovi crimini all'eresia e che essa, in parte, e diventata la sorgente della setta dei Bogomili ben conosciuta nel periodo di decadenza dell'impero greco.

La connessione tra vecchi e nuovi Messaliani è resa plausibile delle deportazioni del X-XI secolo di popolazioni anatoliche in Tracia, specie da Melitene, che possono avere portato in Tracia alcuni Messaliani (vedi Pauliciani e Tondrachiani).
I Bogomili (popolazioni greche, slave e bulgare) infatti presentano alcune differenze dai Pauliciani di Filippopoli (di discendenza armena e siriana), come ad esempio una maggiore vicinanza al mondo monastico.
Per altri studiosi la parola “Massaliano” dopo il V secolo si limita ad indicare un'eccessiva, o percepita tale, conscia esperienza di Dio raggiunta con la preghiera. 
Le nostre fonti non ci danno di fatto una descrizione della teologia messaliana quanto piuttosto gli elementi per la definizione e identificazione di un'eresia.
Le differenze tra Pauliciani e Bogomili possono essere spiegate dagli apporti dei monaci bizantini tra i quali l'eresia aveva presa significativa e dall'uso legale del termine Massaliano (si veda anche Manichei medievali).

### Messaliani in Armenia
Nel 447 si tiene a Shahapivan un sinodo della Chiesa armena che decreta una punizione a chi, religiosi in particolare, segue o collabora con gli eretici Mclne.  In particolare il testo condanna il fatto che una eretica faccia da governante ad un religioso; ciò rende improbabile che si tratti dell'eresia Messaliana orientando piuttosto verso una identificazione con i Pauliciani (chiamati Tondrachiani in Armenia).
In tal caso, anche se Epifanio le tratta come eresie distinte, i Messaliani potrebbero essere identificati con i Borboriti; i fangosi dei quali non ci sono praticamente informazioni. Queste associazioni sono comunque molto incerte.

## Dottrina

### Teologia
La dottrina dei Messaliani può essere sintetizzata come segue:
1. L'essenza (ousia) della Trinità può essere percepita dai sensi umani.
2. Il triforme Dio si è trasformato in unità (ipostasi) per unirsi con l'animo del perfetto.
3. Dio ha preso diverse forme per rivelarsi ai sensi.
4. Solo questa rivelazione sensibile di Dio conferisce perfezione al cristiano.
5. Lo stato di perfezione, libertà dal mondo e dalla passione, è quindi ottenuto solo con la preghiera, non mediante la chiesa, il battesimo o un qualche sacramento che non ha effetto sulle passioni o influenzano il demonio sull'anima.

La loro dottrina sembra essere di origine gnostica ma sono poco interessati alla speculazione, hanno piuttosto un atteggiamento emotivo, forse collegabile alla tradizione montanista.
Sono evangelici (rifiutano la tradizione) e rigettano l'Antico Testamento; sono docetisti (L'umanità di cristo è solo apparente) non riconoscono quindi il ruolo di Maria come madre di Gesù, di Giovanni Battista e i santi, eccetto i martiri, odiano la croce come simbolo di tortura.
Interpretano la Creazione come gli Gnostici (con atteggiamento da monaci predicano malvagità manichee), il mondo è creato da Demiurgo che è Satana, figlio maggiore di Dio, mentre Gesù ne è il figlio minore. Solo la preghiera, il solo Padre Nostro, è in grado di rigettare lo spirito demoniaco.
Una volta cacciato il Demonio, attraverso la ripetizione ossessiva della preghiera e un periodo di astinenza e digiuno di tre anni, raggiungono uno stato di apatia nel quale avviene l'unione con lo Spirito Santo. Raggiunto tale stato di grazia non è più possibile nemmeno peccare.

### Comportamenti
Anche se Epifanio ammette che tra loro ci sono persone con comportamenti retti e moderati i Messaliani sono descritti come bande di vagabondi che vivono di carità e che pregano ossessivamente. Si tratta di gruppi misti, con ampia presenza femminile.
Raggiunta la visione di Dio si sentono liberati da ogni disciplina ecclesiastica e obbligazione morale e sono pertanto accusati di ogni sorta di comportamento immorale (orge, incesti) e di violenza. Alcuni si castrano.
Lasciano l'organizzazione, l'insegnamento e i compiti religiosi anche alle donne; venerano chi, tra loro, ha raggiunto la perfezione siano essi uomini o donne. Vietano ogni tipo di lavoro manuale come demoniaco ed inutile allo spirito.

### Fonti primarie
1. Epifanio di Salamina (315-403)  - descrizione poco chiara che testimonia la costante diffidenza dei greci l'ascetismo mesopotamico. Parla di Messaliani pagani e cerca di collegarli con gli eretici cristiani, li accusa di oscenità ma ammette che vi sono anche persone continenti. Solo il rifiuto del lavoro manuale resta nelle successive condanne delle sue accuse violente. Li localizza la loro origine in Mesopotamia e li dice presenti in Antiochia.
  1. (EL)  Librorum adversus haereses archive.org
  2. (EN)  Panarion  Google Books  pag 629
2. Teodoreto di Cirro (393-457) Historia Ecclesiae ccel.org tomo IV. 10
3. Giovanni Damasceno (700-750) De Haeresis. c. 80 pag 728) (GR-LA) Migne Patristica Greca
4. Atti del Primo Concilio di Efeso:
  1. monachos.net
  2. fordham.edu Archiviato il 16 agosto 2000 in Internet Archive.
5. Fozio (820-898) Biblioteca o Myriobilion Migne Patristica Greca CIII - 88 scrive nel IX secolo su documenti del VI secolo

### Fonti secondarie
1. Vrej Neressian The Tondrakian Movement: Religious Movements in the Armenian Church from the Fourth to the Tenth Centuries ISBN 0915138999, Google Books
2. Dmitri Obolensky The Bogomils: A Study in Balkan Neo-Manichaeism (Cambridge, 1948), reprint New York, 1978, ISBN 0521607639, Google Books
3. Steven Runciman The Medieval Manichee: A Study of the Christian Dualist Heresy (Cambridge, 1947), ISBN 0521289262, Google Books
4. Marcus Plested The Macarian Legacy: The Place of Macarius-Symeon in the Eastern Christian Tradition (Oxford Theological Monographs 2004), ISBN 0199267790, Google Books
5. Tillemont Memoires Tom. VIII in appendice monachos.net